# Геотропизм
Геотропи́зм, или гравитропи́зм (в физиологии растений) — способность различных органов растения располагаться и расти только в определённом направлении по отношению к центру земного шара. Известно, что стебель растёт вверх, а корень вниз. Но так как понятия «вверх» и «вниз» относительны, то точнее это явление нужно формулировать так: стебель и корень растут по направлению земного радиуса. Уже на основании этого повсеместно наблюдаемого факта можно заключить, что причина такой ориентировки кроется в силе земного притяжения, или силе тяжести.

## Опыты Найта
Опыты Томаса Найта в 1806 году подтвердили это вполне.
Проращивая семена на быстровращающемся круге центробежной машины, Найт заметил, что корни молодых растений росли по направлению центробежной силы (от центра), а стебли — в противоположную сторону.
Очевидно, что в этом опыте центробежная сила действовала так, как при нормальных условиях действует земное притяжение.

## Положительный и отрицательный геотропизм
Если органы, как например, корень, растут по направлению действия силы земного притяжения, то есть к центру Земли, то говорят, что у них положительный геотропизм; геотропизм же органов, растущих в обратном направлении, например, стебля, называют отрицательным.

## Клиностат
Чтобы устранить явления геотропизма, прибегают к помощи особого прибора, так называемого клиностата. Клиностат состоит из длинного металлического стержня, вращающегося вокруг своей оси при помощи часового механизма. По желанию стержень может быть установлен в вертикальном, горизонтальном или любом наклонном положении. На стержень надевается кружок для помещения растений. Если стержень медленно вращать в горизонтальном положении, а к кружку (в этом случае из пробки) прикрепить булавками проросшие семена, то можно заметить, что молодые растения будут расти в том направлении, какое им дали в начале опыта. Результат понятен: при постоянном вращении кружка каждая часть растения перемещается то вверх, то вниз, следовательно, земное притяжение действует на неё в равные промежутки времени в противоположном направлении — отсюда нейтрализация силы тяжести.

## Геотропизм и рост растений
Если молодое (ещё растущее) растение положить горизонтально, то через некоторый промежуток времени (различный для разных растений, обычно несколько часов) конец корня загнётся вниз, а конец стебля — вверх. Такие геотропические изгибы происходят лишь в области растущего участка (зоны), участки же, переставшие расти, не изгибаются; от длины растущего участка зависит и форма изгиба: у корней (с коротким участком роста) изгибы круты, у стеблей (с длинной зоной роста) они имеют форму пологой дуги. У злаков изгиб происходит на месте узла, и стебель поднимается вверх ломаной линией.
На основании этих и многих других данных приходят к выводу, что явления геотропизма — явления роста. Всему, что благоприятствует росту, благоприятствует и геотропизм; всё, что задерживает рост, задерживает и геотропизм.
До сих пор речь шла о геотропизме главного стебля и главного корня. Их геотропизм называют вертикальным (ортогеотропизм). Другие растительные органы, например, подземные корневища многих растений (Ситник (Juncus)), ветви некоторых деревьев, растут в горизонтальном направлении и, будучи выведены из такого положения, стремятся снова к нему возвратиться. Такой геотропизм называют поперечным, или трансверсальным (диагеотропизм).
Боковые ветви и боковые корни растут обычно под косым углом к главной оси, геотропизм их сравнительно весьма слаб, а ветки и корни 2-го, 3-го и т. д. порядков уже совершенно не обнаруживают геотропизм и растут во всевозможных направлениях. 

### Изучение геотропизма
Несмотря на значительное число исследований, посвящённых изучению явлений геотропизма, последние остаются всё ещё весьма тёмными и загадочными. Почему одна и та же сила земного притяжения заставляет корень стремиться к центру Земли, а стебель в противоположную сторону — ответ на это, по всей вероятности, нужно искать в различии строения этих органов.

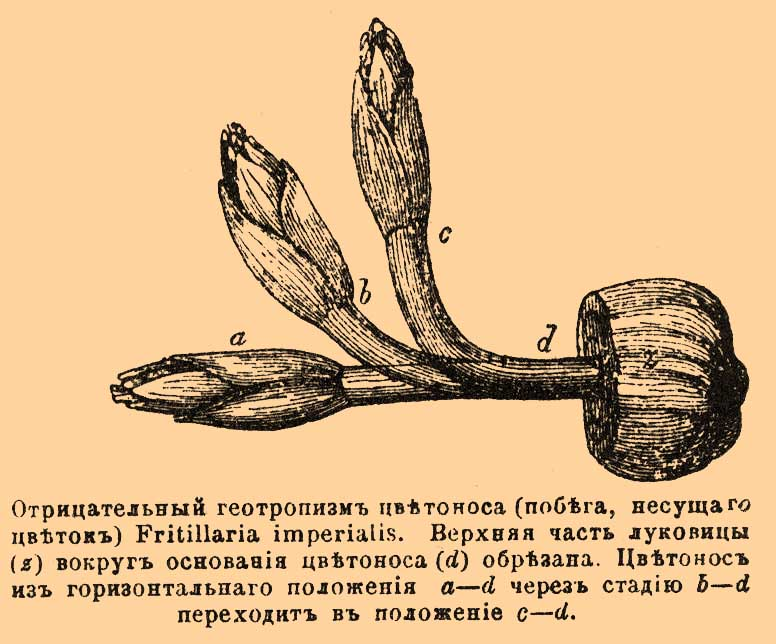
Отрицательный геотропизм цветоноса (побега, несущего цветок) Рябчик императорский|Рябчика императорского (Fritillaria imperialis). Верхняя часть луковицы вокруг основания цветоноса (d) обрезана. Цветонос из горизонтального положения a-d через стадию b-d переходит в положение с-d.

## Геотропические изгибы растений
Самые геотропические изгибы происходят вследствие неравномерного роста в длину двух противоположных сторон органа. При изгибе стебля верхняя сторона растёт сильнее, нежели нижняя; при изгибе корня — как раз наоборот. Что отрицательный геотропизм стебля — явление активное, жизненное — это ясно и понятно. Относительно же корня можно было бы предположить (как и на самом деле некоторые предполагали), что изгиб его пассивен, что он склоняется вниз лишь вследствие собственной тяжести.
Опыт Юлиуса Сакса (нем. Julius Sachs) показал, что такое воззрение несправедливо. Сакс наливал на поверхность ртути неглубокий слой воды и затем прикреплял молодые проростки бобов так, что корень их ложился горизонтально в этом водяном слое. Под влиянием положительного геотропизма корень загибался вниз и вонзался верхушкой довольно глубоко в ртуть, вытесняя таким образом объём ртути, равный объёму погрузившейся верхушки, несмотря на то, что удельный вес ртути почти в 13,5 раз более удельного веса вершины корня.
Факт проникновения корня в плотную почву служит другим аналогичным доказательством активности геотропического движения этого органа. По мнению Дарвина, земное притяжение действует как раздражитель на верхушку корня, от которой раздражение передаётся уже далее растущей зоне корня, где и происходит изгиб. Корни, у которых верхушка отрезана, по Дарвину, неспособны изгибаться геотропически. Позднейшие опыты Визнера (нем. Julius Wiesner) не подтвердили, однако, этого воззрения.
Описываемые явления имеют громадное значение для жизни растения. Подчиняясь положительному геотропизму, корень устремляется в почву, закрепляет растение и, проникая всё глубже и глубже, приходит в соприкосновение с новыми запасами пищи. Не менее понятна роль отрицательного геотропизма, поднимающего стебель кверху в область воздушной пищи. Благодаря тому же геотропизму поваленные (ветром или дождём) наземь злаки снова поднимаются и принимают обычное вертикальное положение.

## Геотропизм у животных
Геотропизм у животных также заключается в стремлении принимать определённое положение относительно направления силы тяжести; он тоже может быть положительный и отрицательный, то есть животное стремится держаться головой кверху (некоторые гусеницы, божьи коровки — Coccinella, тараканы) или вниз (паук-крестовик — Epeira).